# 学校法人睦学園
学校法人睦学園（がっこうほうじんむつみがくえん、英: Mutumigakuen）は、日本の学校法人。兵庫大学や兵庫大学附属須磨ノ浦高等学校、神戸国際中学校・高等学校などを運営している。

## 概要
兵庫県神戸市須磨区に本部を置く。全学園の学生・生徒・園児数は3433名、教職員数は241人（2013年5月1日現在）。

## 建学の精神
聖徳太子の御徳を慕い、その十七条の憲法に示された「和」を根本の精神として仰ぎ、仏教主義に基づく情操教育をおこない、有為の人材を養成することを目的とする。

## 教育理念
以和為貴

## 学園訓
感謝・寛容・互譲

## 沿革
- 1921（大正10）年 - 聖徳太子没後1,300年祭を記念して、鶴崎規矩子が「太子日曜学校」をはじめる。
- 1923（大正12）年 - 須磨太子館が完成。河野センヨを指導者に付属高等裁縫部を創設。また、6月10日の学園の創設に合わせ、初代理事長に福原八郎が就任。
- 1925（大正14）年 - 須磨太子館の初代館長に河野厳想が就任。
- 1926（大正15）年 - 神戸市須磨区に須磨幼稚園を設置。
- 1937（昭和12）年 - 財団法人須磨太子館設立。須磨睦高等実践女学校を設置。
- 1946（昭和21）年 - 須磨睦高等実践女学校を須磨ノ浦高等女学校と改称。
- 1947（昭和22）年 - 須磨ノ浦中学校を併設。
- 1948（昭和23）年 - 学制改革により須磨ノ浦高等女学校を須磨ノ浦女子高等学校に改称。
- 1951（昭和26）年 - 財団法人須磨太子館を学校法人睦学園に改組。
- 1954（昭和29）年 - 睦学園幼稚園教員養成所を設置。
- 1955（昭和30）年 - 睦学園女子短期大学を設置。
- 1957（昭和32）年 - 睦学園女子短期大学に保育科第一部を増設し、保育科第二部を廃止。睦学園女子短期大学学長に河野厳想が就任。
- 1966（昭和41）年 - 睦学園女子短期大学に美術デザイン学科・食物栄養学科・家政学科を増設。神戸市須磨区から加古川市平岡町に移転。睦学園女子短期大学を兵庫女子短期大学に改称。
- 1967（昭和42）年 - 兵庫女子短期大学附属加古川幼稚園を設置。
- 1968（昭和43）年 - 兵庫女子短期大学に勤労学生を対象とした昼間二交替制の家政学科第三部を増設。
- 1970（昭和45）年 - 兵庫女子短期大学に初等教育学科を増設。
- 1971（昭和46）年 - 兵庫女子短期大学に保育科第三部を増設。
- 1973（昭和48）年 - 須磨ノ浦中学校を休校。
- 1979（昭和54）年 - 兵庫女子短期大学学長に河野武司が就任。
- 1980（昭和55）年 - 学校法人睦学園理事長に河野武司が就任。
- 1984（昭和59）年 - 睦学園創立60周年、兵庫女子短期大学開学30周年記念式典を挙行。
- 1991（平成3）年 - 兵庫女子短期大学の家政学科第一部・同第三部を生活科学科第一部・同第三部に改称。須磨ノ浦中学校を再開し、校名を神戸国際中学校(女子校)に改称。学校法人睦学園理事長に河野申之が就任。兵庫女子短期大学学長に大塚圭介が就任。
- 1992（平成4）年 - 兵庫女子短期大学に専攻科(1年課程)美術デザイン専攻・食物栄養専攻・生活科学専攻を設置。兵庫女子短期大学の専攻科食物栄養専攻学位授与機構認定。神戸市須磨区に高倉台キャンパスが完成し、神戸国際中学校が移転。
- 1993（平成5）年 - 兵庫女子短期大学の専攻科美術デザイン専攻学位授与機構認定。
- 1994（平成6）年 - 神戸市須磨区の高倉台キャンパスに神戸国際高等学校(女子校)を開設。神戸国際中学校・高等学校(女子校)の中高一貫校が実現。
- 1995（平成7）年 - 兵庫大学を開設し、経済情報学部経済情報学科を設置。兵庫大学学長に学校法人睦学園副理事長の大塚圭介が就任。
- 1996（平成8）年 - 兵庫女子短期大学の初等教育学科を廃止。
- 1998（平成10）年 - 兵庫女子短期大学を兵庫大学短期大学部に改称。兵庫女子短期大学附属加古川幼稚園を兵庫大学附属加古川幼稚園に改称。
- 1999（平成11）年 - 兵庫大学大学院を開設し、経済情報研究科(経済情報専攻)を設置。
- 2001（平成13）年 - 兵庫大学に健康科学部増設し、栄養マネジメント学科・健康システム学科を設置。兵庫大学健康科学部栄養マネジメント学科に管理栄養士養成施設指定認可。
- 2002（平成14）年 - 兵庫大学短期大学部に美術デザイン学科第三部を増設。兵庫大学短期大学部の食物栄養学科、生活科学科第一部・同第三部を廃止。兵庫大学短期大学部専攻科美術デザイン専攻(2年課程)を設置。兵庫大学短期大学部専攻科美術デザイン専攻(2年課程)大学評価・学位授与機構認定。兵庫大学短期大学部専攻科(1年課程)美術デザイン専攻、食物栄養専攻、生活科学専攻を廃止。
- 2003（平成15）年 - 兵庫大学短期大学部に専攻科保育専攻(2年課程)を増設。兵庫大学短期大学部に専攻科保育専攻(2年課程)大学評価・学位授与機構認定。
- 2006（平成18）年 - 兵庫大学健康科学部に看護学科を増設。
- 2008（平成20）年 - 兵庫大学生涯福祉学部社会福祉学科開設
- 2013（平成25）年 - 兵庫大学生涯福祉学部にこども福祉学科開設
- 2014（平成26）年 - 須磨ノ浦女子高等学校を兵庫大学附属須磨ノ浦高等学校に改称

## 学校法人睦学園
- 兵庫大学
- 兵庫大学短期大学部
- 兵庫大学附属須磨ノ浦高等学校
- 神戸国際中学校・高等学校
- 兵庫大学附属須磨幼稚園
- 兵庫大学附属加古川幼稚園